# Пурегова
Пурегова — деревня в Алапаевском районе Свердловской области России, входящая в Махнёвское муниципальное образование.

## Географические положения
Деревня Пурегова Свердловской области расположена в 65 километрах (в 98 километрах по автодороге) к северу от города Алапаевска, на правом берегу реки Тагил. В окрестностях деревни находятся озёра-старицы.

## Население
| 2002 | 2010 |
| ---- | ---- |
| 18   | ↘7   |